# Warmte (hoorspel)
Warmte is een hoorspel van Ton van Reen. De NCRV zond het uit op maandag 25 oktober 1976, van 22:27 uur tot 23:00 uur. De regisseur was Ab van Eyk.

## Rolbezetting
- Olaf Wijnants (Daniël)
- Jan Wegter (meneer Peters)
- Irene Poorter (zuster Mirjam)
- Maria Lindes (zuster Annie)

## Inhoud
Daniël, een jongen van zestien, rijdt met zijn bromfiets tegen een vrachtauto. Hij behoort tot de gelukkigen: zijn leven schiet er niet bij in. Hij overleeft in een ziekenhuis en ligt nu in een bed waar anderen in gelegen hebben. Patiënten komen en gaan. Dan ontdekken de zusters die hem verplegen dat Daniël geen patiënt is in de gewone zin van het woord. Hij praat zelden over zichzelf en nog minder over zijn ongeluk. Hij verspreidt een gevoel van “warmte”. Daarmee is de titel verklaard, maar nog niet de wonderlijke katalysator die Daniël in het ziekenhuis is. Zuster Annie houdt zelfs ’s nachts zijn hand vast, niet uit plichtsgevoel, maar omdat ze een beetje van Daniël gaat houden…